# シェイオン・ハリソン
シェイオン・アダム・ハリソン（Shayon Adam Harrison, 1997年7月13日 - ）は、イングランド・ロンドン・ハーリンゲイ区・ホーンジー出身のサッカー選手。リーガ1・FC UTAアラド所属。ポジションはFW(CF)。

## 経歴
2016-17シーズンのフットボールリーグカップ4回戦のリヴァプールFC戦で83分にジョルジュ＝ケヴィン・エンクドゥに代わって出場し、トッテナム・ホットスパーFCでのトップチームデビューを果たす。
しかし、以降はトッテナムでの出場機会は無く、2019年7月29日にエールステ・ディヴィジのアルメレ・シティFCに加入した。